# Харжевський Володимир Григорович
Володимир Григорович Харжевський (нар. 6 травня 1892, Літин, Подільська губернія, Російська імперія (нині — адміністративний центр Літинського району Вінницької області) — пом. 4 червня 1981, Лейквуд, США) — генерал-майор, учасник Першої світової війни, і воєначальник Білого руху на Півдні Росії. Дроздовець, учасник дроздовського походу, останній начальник Дроздовської дивізії. Емігрант, галліполієць. Начальник Російської загально-військової спілки (РЗВС) (1967).

## Біографія

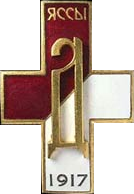

### Перші роки
Син особистого почесного громадянина Літинського повіту Подільської губернії. 30 вересня 1911 року вступив на військову службу однорічним охотником. 17 жовтня був приведений до присяги, а 11 грудня отртимав звання єфрейтора. 18 лютого 1912 року зарахований до складу навчальної команди 47-го піхотного Українського полку і 5 листопада отримав звання молодшого унтер-офіцера. Згодом отримав звання прапорщика армійської піхоти і 4 серпня 1912 року звільнений в запас із зарахуванням по Літинському повіту Подільської губернії. У 1913 році вступив до Санкт-Петербурзького гірничого інституту.

### Перша світова війна
У 1914 році з початком Першої світової війни з інституту призваний до армії. У складі новосформованого полку брав участь у боях на Північно-Західному фронті. За бойові заслуги нагороджений орденом Святого Георгія 4-го ступеня, Святої Анни 4-го ступеня з написом «За хоробрість», Святого Станіслава 3-го ступеня з мечами і бантом, св. Анни 3-го ступеня з мечами і бантом, Св. Станіслава 2-го ступеня з мечами, св. Володимира 4-го ступеня з мечами і бантом. У 1916 році в чині штабс-капітана служив у військах Румунського фронту. З 1917 року — капітан.

### Білий рух
Перебуваючи на початку 1918 року на Румунському фронті, Володимир Харжевський вступив добровольцем до загону генерала Михайла Дроздовського. Учасник Дроздовського походу 26 лютого — 27 травня 1918 року. Учасник Другого Кубанського походу в рядах Дроздовського полку (літо — осінь 1918 року). З червня 1918 року по жовтень 1919 року — офіцер 1-го Дроздовського полку (капітан (3.6.1919), полковник), а потім з жовтня 1919 року — командир 2-го Офіцерського стрілецького генерала Дроздовського полку. За бойові заслуги в 28 років Володимир Харжевський отримав чин генерал-майора (вересень 1920 року). З жовтня 1920 року по листопад 1920 року — начальник Дроздовської дивізії (змінив на цій посаді хворого генерала Антона Туркула). Проявив особистий героїзм під час боїв у Таврії і на Перекопі восени 1920 року. Евакуйований з Російською армією Врангеля до Галліполі в листопаді 1920 року.

### Еміграція

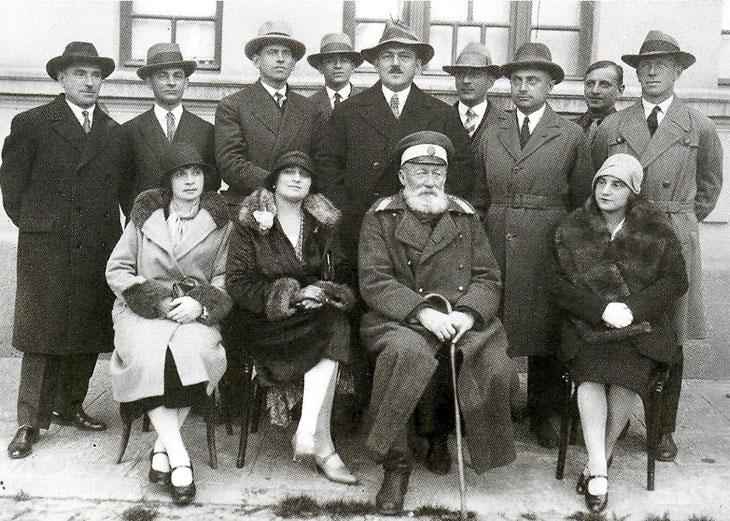
Дроздовці в Болгарії. 1920-ті роки. Стоять: генерал-майори Антон Туркул (п'ятий зліва) та В. Г. Харжевський (третій праворуч). У центрі групи в дроздовському кашкеті сидить генерал-майор Володимир фон Манштейн («дідусь»), батько В. В. Манштейна.

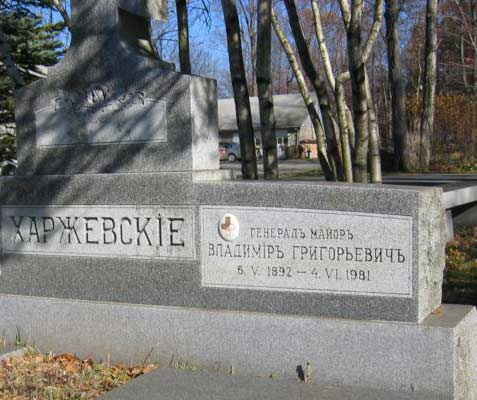
Могила генерала Володимира Харжевського в Ново-Дівєєво. штат Нью-Йорк.

Учасник Галліполійського сидіння у складі 1-го армійського корпусу в 1920—1921 роках. З 1921 року в Болгарії, а потім з 1924 року в Чехословаччині у Празі, де закінчив Гірничий інститут. З 1944 року проживав у Німеччині, з 1945 року в Марокко, де працював бухгалтером у фірмі Рено, потім з 1956 року працював будівельним проєктувальником в США. У 1964 році вийшов на пенсію і оселився у місті Лейквуд, штат Нью-Джерсі. З 19 травня 1967 року був призначений начальником Російської загально-військової спілки, як наступник померлого генерала Олексія фон Лампі.
Помер Володимир Харжевський у Лейквуд 4 червня 1981 року. Похований на православному цвинтарі Новодівеєвського монастиря, штат Нью-Йорк.

## Примітка
1. ↑  Харжевский Владимир Григорьевич // Антибольшевистская Россия. Энциклопедический словарь.
2. ↑  Волков С. В. Белое движение. Энциклопедия Гражданской войны. — М.: Олма-Пресс, 2003. — С. 568.
3. 1 2  Генерал В. Г. Харжевский [Архівовано 2009-01-01 у Wayback Machine.]. // Журнал «Кадетская перекличка». — 1981. — № 29.